# Fòrum d'Unitat Democràtica del Sudan
Fòrum d'Unitat Democràtica del Sudan/United Democratic Sudan Forum (UDSF) fou un partit polític del Sudan del Sud, fundat el 1997. Va aconseguir quatre representants a l'Assemblea legislativa del Sudan del Sud (2005-2010). Els representants foren: per Bahr al-Ghazal, Akilo Deng Agwet; per Equatoria Oriental, Martin Tako Moi; per Jonglei Ater Abiel; i pel Nil Superior, Jacob Dwang Wan. Va desaparèixer a les eleccions del 2010.